# Finalmusik
A D-dúr szerenád, „Finalmusik” vagy „Andretter szerenád” (K. 185 (K. 167a) Wolfgang Amadeus Mozart négytételes alkotása:
1. Allegro assai
2. Menuetto
3. Andante grazioso
4. Menuetto
5. Adagio – Allegro assai.)

1773-ban, Andretter, salzburgi udvari tanácsos fiának esküvőjére írta az akkor Bécsben tartózkodó Mozart ezt a szerenádot, amelyet a lakodalom salzburgi ünnepségein adtak elő. 
A virtuóz adaptáció nem homályosítja el mindazt, amit addig a salzburgi és az olasz mesterektől már elsajátított: az Andante témája és a finálé hajsza-motivikája azonban a friss élményt, Joseph Haydn hatását tükrözi; erre utal a menüettek feszes ritmikája és a fúvós hangszerek leleményes alkalmazása is.
A szerenád két, itt fel nem sorolt tétele hegedűszólót is foglalkoztat, ezeket külön versenyműtételeknek is tekintik.